# EFF DES cracker

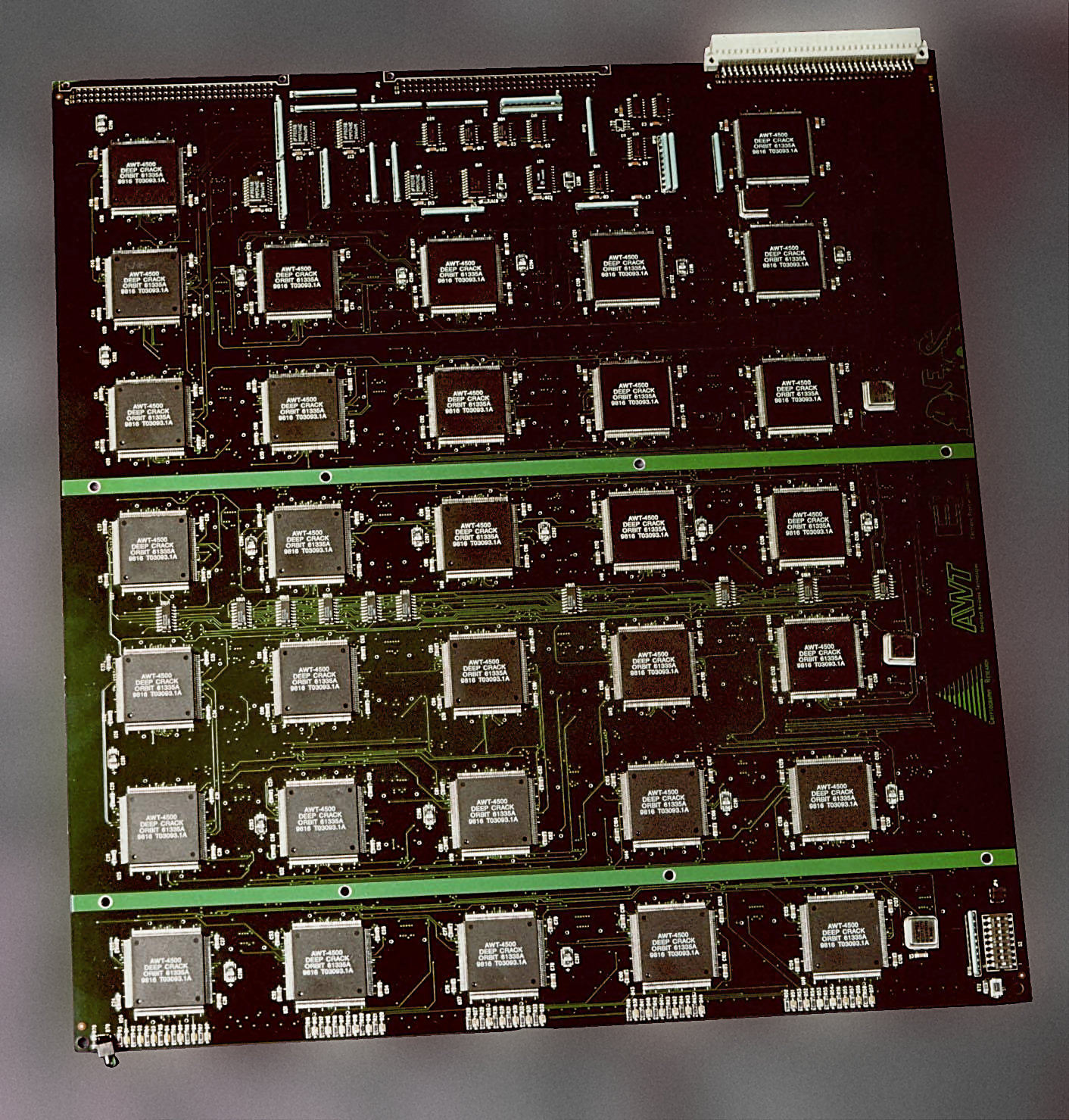
Jeden z obwodów drukowanych urządzenia DES cracker, Na zdjęciu pokazane są 32 z 1856 procesorów.

EFF DES cracker (nazywany też Deep Crack) – urządzenie zbudowane przez Electronic Frontier Foundation (EFF) w 1998 roku do łamania szyfrów DES metodą siłową, czyli przez sprawdzenie wszystkich możliwych kluczy. Zostało zbudowane w celu pokazania, że szyfr DES nie może być uważany za bezpieczny.

## Łamanie szyfru DES
DES jest symetrycznym szyfrem blokowym używającym klucza o długości 56 bitów. Oznacza to, że liczba możliwych kombinacji klucza wynosi 256 =  72 057 594 037 927 936, czyli około 72 biliardy. Gdy DES został zatwierdzony jako standard w USA w 1976 roku, technologia informatyczna nie pozwalała na zbudowanie urządzenia mogącego sprawdzić taką liczbę kluczy w rozsądnym czasie.
W 1997 roku RSA Security, chcąc zademonstrować, że szyfr DES nie jest już bezpieczny, ogłosiła DES Challenges – otwarte zawody w łamaniu szyfrów DES. Pierwsze zawody wygrał w ciągu 96 dni DESCHALL Project. Drugie (DES Challenges II-1) zostały rozwiązane przez distributed.net w ciągu 41 dni w styczniu i lutym 1998 roku.
W 1998 roku EFF zbudowała za około 250 tysięcy dolarów maszynę DES cracker. 17 lipca 1998 roku DES cracker rozszyfrował wiadomość opublikowaną w ramach  DES Challenges II-2 w ciągu 56 godzin, zdobywając nagrodę 10 000 dolarów. Pokazało to, że łamanie szyfrów DES metodą siłową stało się wykonalne.
19 stycznia 1999 roku, w odpowiedzi na DES Challenge III, DES cracker we współpracy z distributed.net rozszyfrował kolejną wiadomość w ciągu 22 godzin i 15 minut. W październiku tego samego roku rząd USA przeszedł na szyfrowanie 3DES, a w 2002 roku na nowy standard AES, wykorzystujący klucze o długości do 256 bitów.

## Technologia

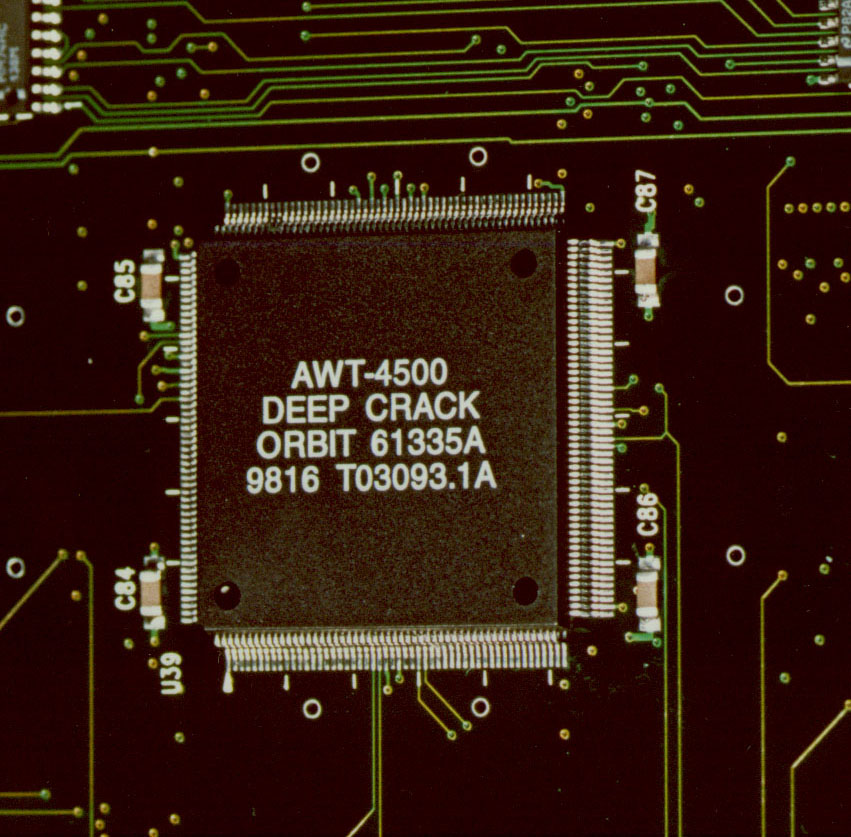
Jeden z 1856 procesorów AWT-4500 użytych w DES cracker

DES cracker został zaprojektowany przez Cryptography Research, Inc., Advanced Wireless Technologies i EFF. Firma Advanced Wireless Technologies dostarczyła 1856 procesorów ASIC przeznaczonych do łamania DES, o nazwie AWT-4500. Zostały one umieszczone na 29 obwodach po 64 na każdym. Przeszukiwaniem zarządzał pojedynczy komputer osobisty, rozdzielający zakresy kluczy pomiędzy procesory. Całe urządzenie mogło sprawdzać 90 miliardów kluczy w ciągu sekundy. Sprawdzenie wszystkich kluczy wymagało około 9 dni. Średnio trafienie na właściwy klucz wymagało połowy tego czasu.
W 2006 roku, przy użyciu technologii FPGA zbudowano za około 10 000 dolarów maszynę COPACOBANA o podobnej wydajności jak DES cracker.